# Enjolras (Les Misérables)
Pour les articles homonymes, voir Enjolras.

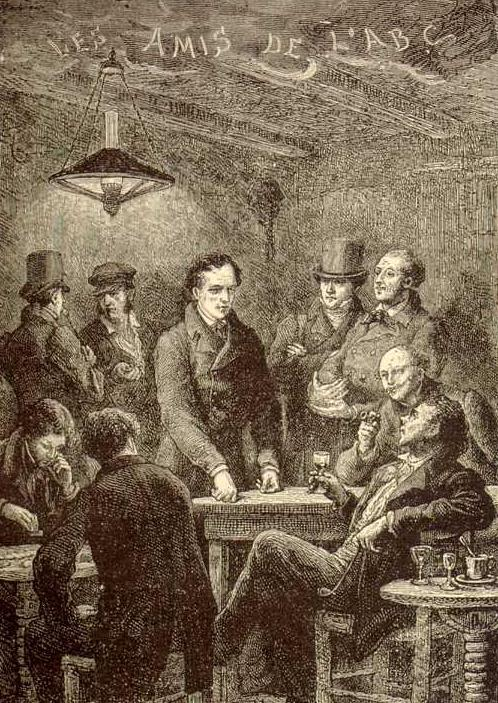
Enjolras avec ses amis de l'A B C
dans l'arrière-salle du café Musain
Illustration de Frédéric Lix (1830-1897).

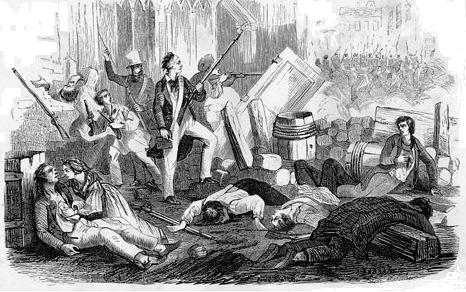
Barricade imaginaire de l'insurrection de juin 1832.
Illustration par Pierre-Édouard Frère (1870).

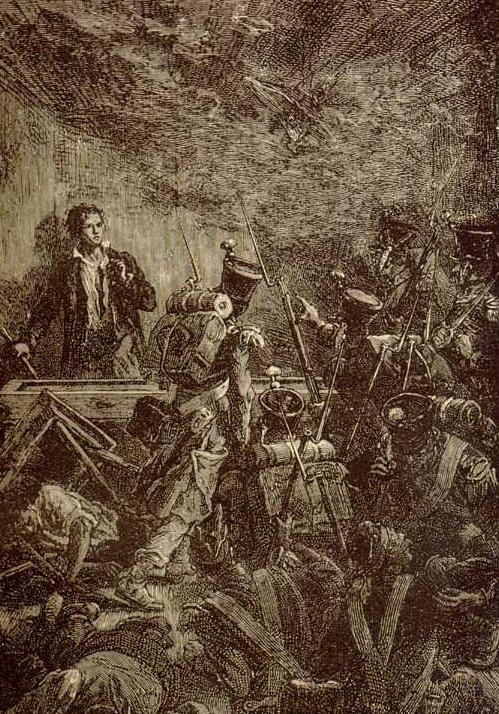
Enjolras fusillé.
Illustration par Clément-Édouard Bellenger.

Enjolras (1806 - 6 juin 1832) est un personnage fictif créé par Victor Hugo dans Les Misérables. Il n'est connu que par son nom de famille, comme ses compagnons des « Amis de l'A B C », alors que beaucoup de personnages du roman sont identifiés par leur unique prénom (Cosette, Fantine...).
En plus d'étudier le droit à la Sorbonne, il est le chef charismatique des « Amis de l'A B C », coterie révolutionnaire d'inspiration républicaine, que fréquente succinctement Marius. Il participe notamment à l'insurrection républicaine à Paris en juin 1832.

## Description
Il intervient pour la première fois dans le roman au début du tome 3 (Marius),   chapitre 4.1 : Les amis de l'A B C. Un groupe qui a failli devenir historique.

« Enjolras était un jeune homme charmant, capable d'être terrible. Il était angéliquement beau. C'était Antinoüs farouche. On eût dit, à voir la réverbération pensive de son regard, qu'il avait déjà, dans quelque existence précédente, traversé l'apocalypse révolutionnaire. Il en avait la tradition comme un témoin. Il savait tous les petits détails de la grande chose. Nature pontificale et guerrière, étrange dans un adolescent. Il était officiant et militant ; au point de vue immédiat, soldat de la démocratie ; au-dessus du mouvement contemporain, prêtre de l'idéal. Il avait la prunelle profonde, la paupière un peu rouge, la lèvre inférieure épaisse et facilement dédaigneuse, le front haut. [...] Il était sévère dans les joies. Devant tout ce qui n'était pas la république, baissait chastement les yeux. C'était l'amoureux de marbre de la Liberté. Sa parole était âprement inspirée et avait un frémissement d'hymne. Il avait des ouvertures d'ailes inattendues. Malheur à l'amourette qui se fut risquée de son côté ! Si quelque grisette de la place Cambrai ou de la rue Saint-Jean-de-Beauvais, voyant cette figure d'échappé de collège, cette encolure de page, ces longs cils blonds, ces yeux bleus, cette chevelure tumultueuse au vent, ces joues roses, ces lèvres neuves, ces dents exquises, eût eu appétit de toute cette aurore, et fût venue essayer sa beauté sur Enjolras, un regard surprenant et redoutable lui eût montré brusquement l'abîme, et lui eût appris à ne pas confondre avec le chérubin galant de Beaumarchais le formidable chérubin d'Ézéchiel. »

— Livre III, Marius - 4
Contrairement à Marius qui se laisse tenter à une fascination pour l'Empereur, Enjolras est l'allégorie parfaite du révolutionnaire républicain du XIXe siècle. Il puise ses convictions chez les révolutionnaires de l'An II, des jacobins, de Saint-Just et de Robespierre, comme l'atteste son comportement belliqueux et brave, dicté par les seules convictions vertueuses que doit arborer le citoyen de cette grande nation républicaine qu'est la France :
« Enjolras avait en lui la plénitude de la révolution ; il était incomplet pourtant, autant que l'absolu peut l'être ; il tenait trop de Saint-Just, et pas assez d'Anacharsis Cloots ; cependant son esprit finit par subir une certaine aimantation des idées de Combeferre ; depuis quelque temps, il sortait peu à peu de la forme étroite du dogme et se laissait aller aux élargissements du progrès, et il en était venu à accepter, comme évolution définitive et magnifique, la transformation de la grande république française en immense république humaine. Quant aux moyens immédiats, une situation violente étant donnée, il les voulait violents ; en cela, il ne variait pas ; et il était resté de cette école épique et redoutable que résume ce mot : Quatre-vingt-treize. »
Son rôle prend une importance considérable lors de l'insurrection de juin 1832, il dirige en effet une barricade avec panache, il possède également une verve qui galvanise les patriotes :
« Citoyens, vous représentez-vous l'avenir ? Les rues des villes inondées de lumière, des branches vertes sur les seuils, les nations sœurs, les hommes justes, les vieillards bénissant les enfants, le passé aimant le présent, les penseurs en pleine liberté, les croyants en pleine égalité, pour religion le ciel. Dieu prêtre direct, la conscience humaine devenue l'autel, plus de haines, la fraternité de l'atelier et de l'école, pour pénalité et pour récompense la notoriété, à tous le travail, pour tous le droit, sur tous la paix, plus de sang versé, plus de guerres, les mères heureuses ! » (Enjolras du haut de la barricade)
Enjolras est un chef, un chef aimé et acclamé par les patriotes. Malgré cela, il est tout de même condamné à tomber sous les balles ; après la mort de la totalité des amis de l'ABC, Enjolras se retrouve seul face aux gardes nationaux. Ces derniers comprennent alors qu'il est le chef et s'apprêtent à l'exécuter :
« "C'est le chef. C'est lui qui a tué l'artilleur. Puisqu'il s'est mis là, il y est bien. Qu'il y reste. Fusillons le sur place.
- Fusillez moi, dit Enjolras."
Il semble alors condamné à mourir seul, mais Grantaire, le seul membre encore vivant des Amis de l'ABC, apparait soudainement. Ce dernier est un fervent admirateur d'Enjolras, il l'admire et l'adore, étant lui même un alcoolique sans le moindre intérêt pour la révolution ou les droits de l'Homme. Pourtant méprisé par son idole, il décide de mourir à ses côtés :
"Faites-en deux d'un coup" dit-il.
Et, se tournant vers Enjolras avec douceur, il lui dit : 
"Permets-tu?"
Enjolras lui serra la main en souriant. Ce sourire n'était pas achevé que la détonation éclata. Enjolras, traversé de huit coups de feu, resta adossé au mur comme si les balles l'y eussent cloué. Seulement il pencha la tête. Grantaire, foudroyé, s'abattit à ses pieds. »

## Portée
Enjolras devint une figure emblématique du mouvement révolutionnaire parisien du XIXe siècle. Louise Michel (1830-1905), militante anarchiste française qui prit part à la Commune de Paris de 1871, fut ainsi surnommée Enjolras par ses camarades de révolte.

## Au cinéma
Hormis quelques exceptions, comme dans le film américain de 1952, le personnage d'Enjolras est présent dans la plupart des adaptations à l'écran. Il a été notamment incarné au cinéma et à la télévision par : 
- Paul Guidé - 1925, version d'Henri Fescourt
- Robert Vidalin - 1934, version de Raymond Bernard
- John Carradine - 1935, version de Richard Boleslawski
- Ugo Sasso - 1948, version de Riccardo Freda
- Serge Reggiani - 1958, version de Jean-Paul Le Chanois
- Jean-Luc Boutté - 1972, version TV de Marcel Bluwal
- Timothy Morand - 1978, version de Glenn Jordan
- Hervé Furic - 1982, version de Robert Hossein
- Lennie James - 1998, version de Bille August (pour la première fois, le personnage est campé par un acteur afro-américain)
- Steffen Wink - 2000, version TV de Josée Dayan
- Aaron Tveit - 2012, version de Tom Hooper (adaptation de la comédie musicale de Broadway)
- Joseph Quinn - 2018, version de Tom Shankland

## Au théâtre
Plus de détails sur la page réservée à la comédie musicale.

### Versions en français
- Mickaël Alkemia - 2017, mis en scène par Magda Hadnagy, au Palais des Congrès de Paris et en tournée en France
- Mickaël Alkemia - 2018, mis en scène par Magda Hadnagy, en Belgique et en Chine
- Mickaël Alkemia - 2019, mis en scène par Magda Hadnagy, en Corée-du-Sud
- Mickaël Alkemia - 2023, mis en scène par Magda Hadnagy, en Chine
- Mickaël Alkemia - 2024, mis en scène par Magda Hadnagy, à la Taipei Arena de Taïwan

### Versions en anglais
- Ramin Karimloo - 2010, mis en scène par Nick Morris et produit par Cameron Mackintosh à Londres à l'occasion du 25ème anniversaire.